# السفارة السعودية في موسكو
سفارة المملكة العربية السعودية (بالإنجليزية: Embassy of the Kingdom of Saudi Arabia in Moscow)‏، في موسكو، هي بعثة دبلوماسية سعودية في الاتحاد الروسي. وتقع في «شارع 3 نيوباليموفسكي لين» (3 Neopalimovsky Lane Street)، (بالروسية: 3-й Неопалимовский пер، 3) في منطقة كاموفنيكي ( Khamovniki)، موسكو. يترأس البعثة السفير عبدالرحمن بن سليمان الأحمد منذ ٢١ سبتمبر ٢٠٢٠م حتى الآن.

## وصلات خارجية
- (بالعربية) (بالروسية) سفارة المملكة العربية السعودية في موسكو

‌